# میلتون روزن
میلتون ویلیام روزِن (انگلیسی: Milton William Rosen؛ ۲۵ ژوئیهٔ ۱۹۱۵ – ۳۰ دسامبر ۲۰۱۴) مهندس نیروی دریایی ایالات متحده آمریکا، و از پایان جنگ جهانی دوم تا روزهای ابتدایی  برنامه فضایی آپولو مدیر پروژهٔ شاغل در برنامهٔ فضایی ایالات متحده بود. او رهبری توسعهٔ راکت‌های وایکینگ و ونگارد را بر عهده داشت و بر تصمیم‌گیری‌های حیاتی در اوایل تاریخ ناسا، که منجر به شکل‌گیری تعریفی از راکت‌های ساترن شد، تأثیرگذار بود. راکت‌های ساترن در موفقیت نهایی برنامهٔ فرود بر ماه ایالات متحده نقشی اساسی داشتند.
روزن در سال ۲۰۱۴ بر اثر ابتلا به سرطان پروستات درگذشت.